# Gregorio Funes
Gregorio Funes, conocido como el Deán Funes (Córdoba, Virreinato del Perú, 25 de mayo de 1749 - Buenos Aires, Provincias Unidas del Río de la Plata, 10 de enero de 1829) fue un eclesiástico y político argentino, rector de la Universidad de Córdoba, periodista y escritor. Fue partidario de la Revolución de Mayo, y llegó a ser miembro y director político de la Junta Grande.

## Carrera eclesiástica
Gregorio Funes, hijo de Juan José Funes y de Doña María Josefa Bustos (ambos descendientes de familias patricias con raíces rastreables hasta la época de la Conquista) nació en una familia acaudalada de la ciudad de Córdoba, comenzó su formación académica en 1764 en el renombrado e histórico Colegio de Monserrat de Córdoba, centro de formación de las élites locales, para luego proseguir su camino en la Universidad Nacional de Córdoba, donde se doctoró en 1774. 
El mismo año de su ordenación se produjo un conflicto entre el cabildo de la Catedral y el rector de la Universidad Nacional de Córdoba (apoyado por el obispo), causado por el reparto de los bienes que habían dejado los jesuitas al ser expulsados. Como Funes acaudillaba al grupo opositor del obispo, este lo nombró cura de la parroquia de la Punilla, pago que en esa época era la zona rural más importante de toda la provincia, con la intención de evitar la participación de Funes en el conflicto.
Sin permiso de su obispo se trasladó a España, donde se doctoró en derecho canónico en la Universidad de Alcalá de Henares en 1779. Durante su estadía en España tomó contacto con las ideas de la Ilustración, que entonces eran la norma rectora de las reformas que quería llevar a cabo el rey Carlos III de España.
Regresó a Córdoba acompañando al nuevo obispo de Córdoba José Antonio de San Alberto, y fue nombrado canónigo de la Catedral. En 1793 fue nombrado provisor del obispado, y en 1804 fue ascendido a deán de la Catedral; el mismo año murió el Obispo y ocupó la gobernación del obispado hasta la llegada de su reemplazante, Rodrigo de Orellana. 
En 1789, en consonancia con las ideas ilustradas aprehendidas en su paso por España, pronunció su Oración Fúnebre en las Exequias de Rey Carlos III encargada por el gobernador intendente Sobremonte en honor al fallecido soberano en la cual se detallan algunos conceptos que serán luego retomados por la Revolución de Mayo, por lo que este discurso (y su autor) es considerado como un precursor de dicho proceso. 
Fue elegido por unanimidad como nuevo Rector del Colegio Monserrat en el año 1808. Redactó un plan de reforma de la Universidad, que incluía materias nuevas, como las matemáticas, la física experimental, el idioma francés, la música y la trigonometría. Fue uno de los primeros impulsores de la educación pública en el Virreinato. Era partidario de la enseñanza gratuita y donó diez mil pesos para fundar una cátedra de geometría, aritmética y álgebra.
Pero en filosofía se negó a estudiar las escuelas nuevas, como las de René Descartes, John Locke y Leibniz, ya que consideraba que la escolástica era lo suficientemente segura y probada. Tuvo serios problemas por sus ideas democráticas con las autoridades locales, principalmente con el gobernador Rafael de Sobremonte.

## La Revolución de Mayo
En 1809, de viaje por Buenos Aires, se enteró por intermedio de Manuel Belgrano y Juan José Castelli de los planes de los grupos revolucionarios. Adhirió al carlotismo, movimiento orientado a la independencia por medio de la coronación de la hermana del rey cautivo, Fernando VII.
Fue el primer cordobés en enterarse del estallido de la Revolución de Mayo — antes incluso que el gobernador Juan Gutiérrez de la Concha — y se adhirió de inmediato al partido revolucionario. Un grupo de notables lo invitó a participar en una reunión, donde se trató el rechazo del reconocimiento a la autoridad de la Junta. Funes fue el único que se opuso a los planes de los enemigos de la Revolución. Denunció a la Primera Junta que el gobernador Concha, apoyado por el ex virrey Santiago de Liniers, habían jurado al Consejo de Regencia, desconociendo su autoridad.
Cuando la expedición del Ejército del Norte hizo huir al gobernador Concha y sus aliados, Funes logró reunir el Cabildo y hacer que reconociera la autoridad de la Primera Junta. Capturados los contrarrevolucionarios, convenció al general Francisco Ortiz de Ocampo de no fusilarlos. Ocampo los envió a Buenos Aires, pero fueron ejecutados en el camino por Castelli y Balcarce.
Poco después fue elegido diputado por su ciudad a la Junta de Gobierno. Fue el dirigente del grupo de diputados del interior que presionó para ser incorporados a la Junta de inmediato, lo que se logró en diciembre de 1810.
Apoyó la política del presidente de la misma, Cornelio Saavedra, en su política contraria al grupo que fuera dirigido por Mariano Moreno. Una vez incorporado a la Junta, fue objeto de numerosas consultas de la mayor importancia y fue el redactor de la mayor parte de las proclamas, cartas y manifiestos. Además de haber sido encargado por la Junta para asumir la dirección del único periódico oficial de la Revolución: La Gaceta de Buenos Aires, en donde encontramos sus artículos firmados con el seudónimo “Un Ciudadano”. 
Después de la revolución de abril de 1811, dirigió la Gazeta de Buenos Aires, el periódico oficial del gobierno. Fue, además, un decidido defensor de la libertad de imprenta. Apoyó la teoría de que el patronato debía revertir a la Junta, y lo consideraba una de las más importantes fuentes de autoridad que la Revolución podía administrar. Quería lograr la Independencia formal y real, cuanto antes. Fue también autor de la redacción de la exhortación al pueblo a la resistencia luego de la derrota en la batalla de Huaqui.
Después de la derrota de Huaqui, Saavedra fue autorizado por la Junta para ir al Norte a reorganizar el Ejército del Norte y frenar la posible invasión española, dejando al gobierno sin su principal autoridad. El espíritu revolucionario de Funes sufrió una crisis y fue uno de los firmantes del armisticio con el gobierno realista de Montevideo, en el cual se le reconocía a los realistas el dominio de toda la Banda Oriental. Incluso aconsejó a su hermano Ambrosio Funes y sus amigos en Córdoba ser moderados en sus expresiones de adhesión a la Revolución.

## La caída de la Junta Grande
La iniciativa en la capital pasó al cabildo de la ciudad, que decidió desplazar al ausente Saavedra. Presionó a la Junta y la convenció de concentrar el poder en un Triunvirato, electo por el cabildo y formado por tres porteños, que asumió el 8 de septiembre de 1811. La Junta se transformó en Junta Conservadora, con la misión de controlar al Ejecutivo y ejercer el poder legislativo.
La Junta, dirigida por Funes, sancionó un Reglamento Orgánico para regular el gobierno, el primer reglamento constitucional argentino. Este proclamaba la división de poderes, pero el Triunvirato, dirigido por el secretario Bernardino Rivadavia, se negó a reconocer a la Junta como algo más que una dependencia del gobierno.
A fines de ese año, el llamado “Motín de las Trenzas”, una rebelión de los soldados del Regimiento de Patricios, terminó en una matanza de los mismos. Funes fue acusado de provocar el motín y fue arrestado, mientras la Junta era disuelta y sus miembros expulsados de la capital. El Triunvirato asumió la totalidad del gobierno y excluyó del mismo a las provincias interiores.

## El Congreso de Tucumán en Buenos Aires
Funes fue puesto en libertad y regresó a Córdoba a principios de 1812. Se dedicó a escribir su "Ensayo de Historia Civil del Paraguay, Buenos Aires y Tucumán", una de las primeras historias escritas en la Argentina. Por estar dedicado de lleno a su escritura, renunció a representar a su provincia en el Congreso de Tucumán.
Cuando el Congreso se trasladó a Buenos Aires, los diputados José Antonio Cabrera, Eduardo Pérez Bulnes y Miguel Calixto del Corro se negaron a acompañarlo, por lo que el gobierno cordobés eligió otros dos en su reemplazo. Uno de ellos era Funes, que se incorporó al mismo a fines de 1817 y entre otras tareas se encargó de redactar el periódico oficial del Congreso, El Redactor.
Era un monárquico convencido y propugnó una constitución monárquica. Intervino también en la elaboración de la Constitución unitaria de 1819. Su preámbulo fue obra exclusivamente suya, y fue también él el autor de la proclama a las provincias, anunciando la nueva constitución.
Después de la batalla de Cepeda fue enviado a negociar la paz con los caudillos Francisco Ramírez y Estanislao López, y fue uno de los gestores del Tratado del Pilar.

## La época de Rivadavia

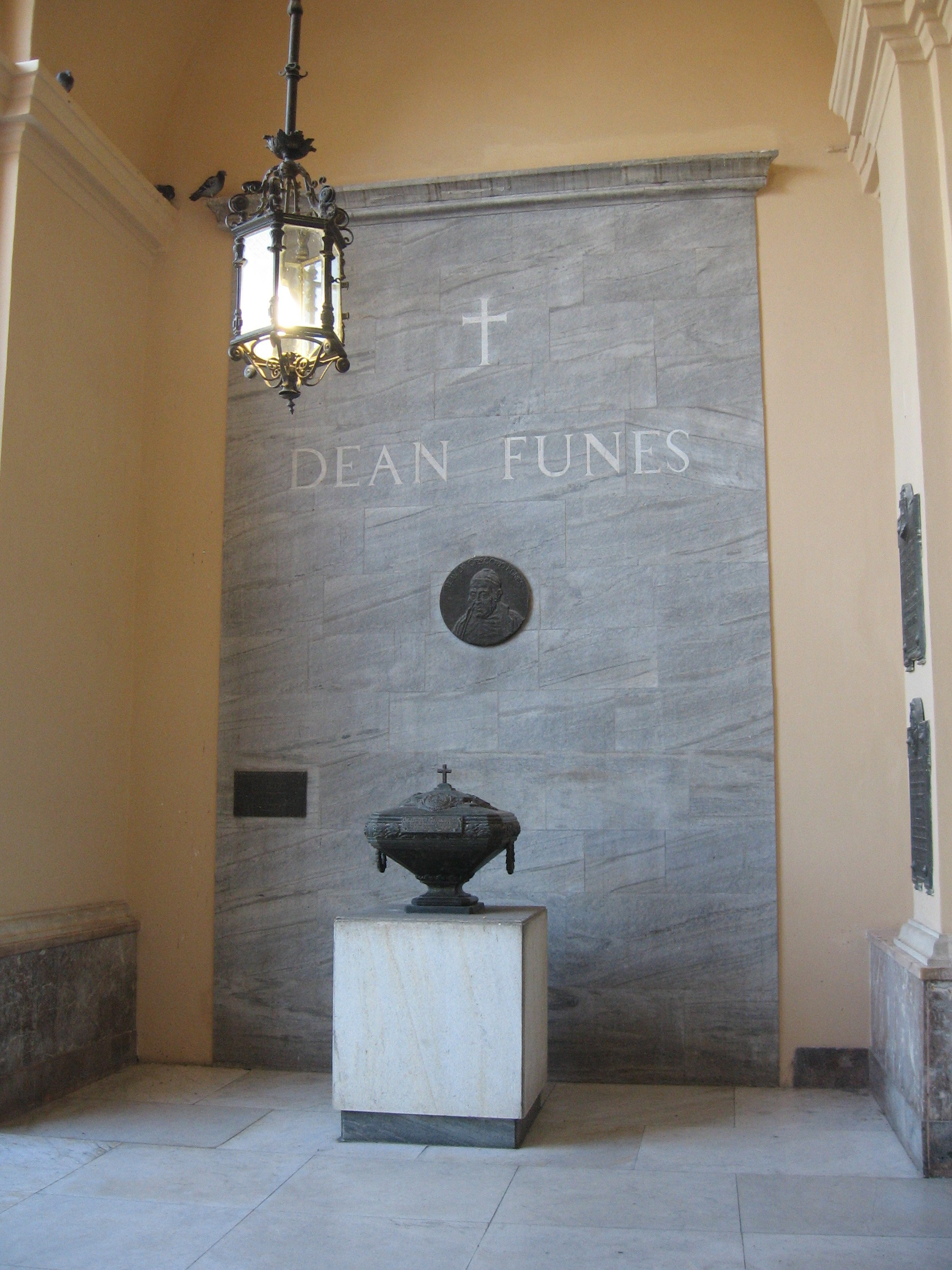
Tumba del Deán Funes en la catedral de Córdoba.

Más tarde, fue agente de negocios del gobierno de Colombia (que incluía a la Nueva Granada , Venezuela y Ecuador) ante el gobierno de la provincia de Buenos Aires. Representó al Libertador venezolano Simón Bolívar en Buenos Aires y quiso que los porteños se sumaran al Congreso Continental que este pensaba convocar en Panamá.
Fue diputado por Córdoba en el Congreso General de 1824, al que se incorporó en 1826. Pero su participación no fue destacada.
Falleció en Buenos Aires en enero de 1829. Fue sepultado en el Cementerio de La Recoleta, pero sus restos fueron luego trasladados a la Catedral de Nuestra Señora de la Asunción de Córdoba.
Según cuenta José A. Wilde, testigo presencial de los hechos, la tarde del 1 de enero de 1829, mientras el deán visitaba la casa quinta de don Santiago Spencer Wilde, que ocupaba la manzana comprendida por las calles Templé (hoy calle Viamonte), Córdoba (hoy avenida Córdoba), calle Uruguay y calle Paraná y luego de un breve paseo por el parque, conversando con su anfitrión frente al proscenio del pequeño teatro del antiguo Parque Argentino o Vauxhall que funcionara en el lugar, el deán cayó repentinamente muerto.

## Versión audible
- Datos: Q5438893
- Multimedia: Gregorio Funes / Q5438893

1. ↑  Hugo Biagini (20 de julio de 2020), El Deán Gregorio Funes, consultado el 2 de noviembre de 2024.